# Seznam madžarskih igralcev
Seznam madžarskih igralcev.

## A
- Robert Alfoldi
- Gábor Agárdy
- Irén Ágai
- Andor Ajtay
- Péter Andorai
- Zsolt Anger
- Imre Antal
- Noémi Apor
- Attila Avass

## B
- Kata Bach
- Péter Bács
- Iván Bagi
- Gizi Bajor
- Imre Bajor
- Samu Balázs
- Lajos Balázsovits
- András Bálint
- Jaskó Bálint
- Mónika Balsai
- Ágnes Bánfalvy
- Ildikó Bánsági
- Margit Bara
- György Bárdy
- Bárnai Péter
- Anna Báró
- Gyula Bartos
- Kata Bartsch
- Juli Básti
- Szabolcs Bede-Fazekas
- Rita Békés
- Gyula Benkő
- Nóra Benkő
- Kati Berek
- Ilona Béres
- Emma Bessenyei
- Ferenc Bessenyei
- Zoltán Bezerédy
- József Bihari
- Kriszta Bíró
- Viktor Bodó
- Gyula Bodrogi
- Gyöngyvér Bognár
- Erika Bók
- Géza von Bolváry (madž.-avstrij.-nem.)
- Helene von Bolvary
- Alexandra Borbély
- Enikő Börcsök
- Géza Böszörményi
- Béla Both
- István Bujtor

## C
- Eszter Csákányi
- László Csákányi
- Sándor Csányi
- Zsuzsa Csarnóy
- Dénes Csengey
- Eszter Csépai
- György Cserhalmi
- Teréz Csillag
- Ágnes Csomor
- Ibolya Csonka
- Gyula Csortos
- Fanni Csuja
- Imre Csuja
- László Csurka
- Antal Czapkó
- Csaba Czene

## D
- Iván Darvas
- Alfréd Deésy
- János Derzsi
- Kata Dobó
- Evelin Dobos
- Béla Dóra

## E
- Gábor Egressy
- Ferenc Elek
- Sandor Elès
- Károly Eperjes
- Cecília Esztergályos
- Enikő Eszenyi

## F
- Sándor Fábry
- Franciska Farkas
- Tivadar Farkasházy?
- Sári Fedák
- Ernő Fekete
- Iván Fenyő
- Violetta Ferrari
- Annamária Fodor
- Tamás Fodor
- Gergely Fogarasi
- István Fogarasi
- Ádám Földi
- Jolan Foltin
- Bence Forró

## G
- Eva Gábor
- Magda Gábor
- Miklós Gábor
- Zsa Zsa Gabor (pr.i. Sári Gábor) (ZDA)
- László Gálffi
- János Gálvölgyi
- Dezső Garas
- Márton Garas
- Sándor Gáspár
- Antos Gémes
- Bánki Gergely
- Károly Gesztesi
- Máté Gesztesi
- Gyula Gózon
- Hilda Gobbi
- János Görbe
- Nóra Görbe
- Zita Görög
- Gabi Gubás
- József Gyabronka
- Bognár Gyöngyvér
- Fekete Györgyi
- László György
- Vera Gyürey

## H
- Imre Haagen
- László Hadházi
- István (Steve) Hajdu
- Károly Hajduk
- Judit Halász
- Gabriella Hámori
- Gábor Harsányi
- Péter Haumann
- Gábor Hellebrandt
- Judit Hernádi
- Géza Hofi
- Frigyes Hollósi
- Hanna Honthy
- Nóra Lili Hőrich
- Anna Horváth Sisa
- Ferenc Hujber
- Endre Hules
- Péter Huszti

## I
- Éva Igó

## J
- Jenő Janovics
- Zsuzsa Járó
- Joli Jászai
- Gábor Jászberényi
- Pál Jávor
- Zsombor Jéger
- Adél Jordán
- Tamás Jordán
- Jácint Juhász

## K
- Flóra Kádár
- Gyula Kabos
- Ferenc Kállai
- Iván Kamarás
- Zsóka Kapócs
- Katalin Karády
- Attila Kaszás
- Gergő Kaszás
- Anthony Kemp
- Csaba Kenderes
- Éva Kerekes
- József Kerekes
- László Kerekes
- Tamás Keresztes
- András Kern
- Anna Laura Kiss
- Manyi Kiss
- Judit Kocsis
- Zoltán Kőhalmi
- Krisztián Kolovratnik
- János Koltai
- Róbert Koltai
- Balázs Koltai-Nagy
- Gábor Koncz
- Juci Komlós
- Adél Kovács
- István Kovács
- Kati Kovács
- Lajos Kovács
- Lehel Kovács
- Patrícia Kovács
- András Kozák
- Marianne Krencsey
- János Kulka

## L
- Róza Laborfalvi
- Katalin Ladik
- Carlos Laszlo
- Kálmán Latabár
- Zoltán Latinovits
- Kati Lázár
- Ferenc Lengyel
- Tamás Lengyel
- Dóra Létay
- Claudia Liptai
- Loránd Lohinszky (romunski Madžar)
- Ila Lóth
- Rozi Lovas
- Bela Lugosi (madžarsko-ameriški)
- Andor Lukáts

## M
- Gábor Mádi Szabó
- József Madaras
- Tamás Major
- Margit Makay
- Károly Makk
- Zoltán Makláry
- Emília Márkus
- László Márkus
- Márta Martin
- Károly Mécs
- Tamas Menyhart
- Ági Mészáros
- Béla Mészáros
- Blanka Mészáros
- Judit Meszléry
- Mária Mezei
- Norbert Mohácsi
- Tamás Mohai
- Áron Molnár
- Piroska Molnár
- Tibor Molnár
- Lili Monori
- Géza Morcsányi
- Lili Moricz

## N
- Károly Nádasdy
- Dániel Viktor Nagy
- Ervin Nagy
- Zsolt Nagy
- Kristóf Németh
- Júlia Nyakó
- Eszter Novák
- Ferenc Novák
- Péter Novák
- Máté Novkov

## O
- Eszter Ónodi
- Lajos Őze

## P
- Antal Páger
- András Pál
- Melitta Pallagi
- Ilka Pálmay
- Vera Pap
- Irma Patkós
- Márton Patkós
- Sándor Pécsi
- Andrea Petrik
- Csaba Pindroch
- Ildikó Piros
- Judit Pogány
- Ana Polony
- Irén Psota

## R
- János Rajz
- Márton Rátkai
- Zoltán Rátóti
- András Réthelyi
- Bálint Révész
- Gábor Reviczky
- Mária Ronyecz
- Kálmán Rózsahegyi
- Éva Ruttkai

## S
- Anikó Sáfár
- Lilla Sárosdi
- Catherine Schell
- Judit Schell
- Péter Scherer
- Ilona Schlesinger (Dezsőné Kosztolányi)
- Zoltán Schmied
- Zoltán Schneider
- Lóránt Schuster
- Márta Sebestyén
- Roland Selmeczi
- Judit Schell
- Zoltán Seress
- Mária Simonyi
- László Sinkó
- Imre Sinkovits
- Artúr Somlay
- Imre Soós
- Árpád Sopsits
- Ilona Staller
- Vikt˙orija Staub
- András Stohl
- Natasa Stork
- Gábor Mádi Szabó
- Győző Szabó
- Gyula Szabó
- Ildikó Szabó
- László Szabó
- Sándor Szabó
- Hajdu Szabolcs
- Eszter Szakács
- Zsófia Szamosi
- Júlia Szász
- Ádám Szirtes
- István Szilágyi (1937)
- Tibor Szilágyi
- András Szőke
- Eva Szorenyi
- Nelli Szűcs

## T
- Réka Tenki
- Sándor Terhes
- Szabolcs Thuróczy
- Elemér Thury
- Klári Tolnay
- Géza Tordy
- Orsolya Török-Illyés
- Mari Törőcsik
- Barnabás Tóth
- Eszter Tóth
- Orsolya Tóth
- Zsolt Trill

## U
- Dorottya Udvaros
- Dénes Ujlaki
- Tivadar Uray

## V
- Péter Haás Vander
- Balázs Varga
- Zoltán Várkonyi
- Éva Vass
- Ilus Vay
- Péter Végh
- Vera Venczel
- István Verebes
- Linda Verebes
- Péter Vida
- Miklós Vig

## Z
- Ferenc Zenthe
- István Znamenák
- László Zsolt
- Zoltán Zubornyák